# Kim Seong-cheol
Kim Seong-cheol (김성철?; Kyung Kido, 14 maggio 1976) è un ex cestista sudcoreano.

## Carriera
Con la Corea del Sud ha disputato i Campionati del mondo del 1998.